# آدایلتون (بازیکن فوتبال، زاده ۱۹۹۰)
آدایلتون (انگلیسی: Adaílton؛ زادهٔ ۶ دسامبر ۱۹۹۰) بازیکن فوتبال اهل برزیل است.
از باشگاه‌هایی که در آن بازی کرده‌است می‌توان به باشگاه ورزشی فورتالزا، باشگاه فوتبال جوبیلو ایواتا، باشگاه ورزشی ویتوریا، و باشگاه فوتبال اتلتیکو پارانائنزه اشاره کرد.